# Sparkasse Dieburg
Die Sparkasse Dieburg ist eine Anstalt des öffentlichen Rechts mit Sitz in Groß-Umstadt und wurde 1834 gegründet. Träger ist seit 1973 der Sparkassenzweckverband Dieburg, dem neben dem Landkreis Darmstadt-Dieburg alle Städte und Gemeinden im Geschäftsgebiet der Sparkasse angehören. Rechtsgrundlage sind das hessische Sparkassengesetz und die durch den Verwaltungsrat der Sparkasse erlassene Satzung. Organe der Sparkasse sind der Vorstand und der Verwaltungsrat.

## Zahlen und Fakten
Die Sparkasse Dieburg wies im Geschäftsjahr 2023 eine Bilanzsumme von 2,984 Mrd. Euro aus und verfügte über Kundeneinlagen von 2,411 Mrd. Euro. Gemäß der Sparkassenrangliste 2023 liegt sie nach Bilanzsumme auf Rang 162. Sie unterhält 30 Filialen/Selbstbedienungsstandorte und beschäftigt 450 Mitarbeiter.

## Sparkassen-Finanzgruppe
Die Sparkasse Dieburg ist Teil der Sparkassen-Finanzgruppe und gehört damit auch ihrem Haftungsverbund an. Er sichert den Bestand der Institute und sorgt dafür, dass sie auch im Fall der Insolvenz einzelner Sparkassen alle Verbindlichkeiten erfüllen können. Die Sparkasse vermittelt Bausparverträge der regionalen Landesbausparkasse, offene Investmentfonds der Deka und Versicherungen der SV SparkassenVersicherung. Im Bereich des Leasing arbeitet die Sparkasse Dieburg mit der  Deutschen Leasing zusammen. Die Funktion der Sparkassenzentralbank nimmt die Landesbank Hessen-Thüringen wahr.

## Geschichte

### Gründung und erste Jahre
1832 fand im Großherzogtum Hessen eine Verwaltungsreform statt und bisherigen Landratsbezirke wurden zugunsten größerer Landkreise aufgelöst. Das Ministerium des Inneren und der Justiz wies die neu ernannten Landräte in einer „Instruktion“ vom 18. September 1832 auf ihre Pflichten hin. § 81 dieser Instruktion nannte die Bildung von Spar- und Leihkassen zur Vermeidung von Zinswucher als wichtiges Ziel. Im Kreis Dieburg griff Landrat Friedrich Kritzler dies auf. Er erstellte einen Entwurf der Statuten der „Ersparungskasse für den Kreis Dieburg“ und lud am 27. Juni die Landrichter Martin aus Groß-Umstadt und Gerau in Lichtenberg sowie den Obereinnehmer Schaub zu einer ersten Besprechung zur Gründung ein. Die Statuten waren an die Statuten der Spar- und Leihkasse im Landratsbezirk Dornberg (der heutigen Kreissparkasse Groß-Gerau) angelehnt. Diese war 1826 als erste Sparkasse im Großherzogtum Hessen gegründet worden.
Die Beratungen ergaben jedoch, dass die Dornburger Statuten zu restriktiv waren. Sie sahen Ausleihungen lediglich für Hypotheken und Staatsanleihen vor. Man übernahm daher aus den Statuten der Sparcasse und Credit Anstalt aus dem Landratsbezirk Kirtorf die Regelung, jeder Einwohner des Landkreises könne Kredit gegen „hinlängliche Sicherheiten“ erhalten. Gemäß den Statuten von 1834 war die Sparkasse als Vereinssparkasse organisiert: Die Haftung lag nicht bei den Gemeinden oder dem Kreis, sondern bei den Anteilseignern. Hierzu wurden „Actien“ à 200 Gulden ausgegeben und in ausreichendem Maße gezeichnet um im Herbst 1834 die Gründungsversammlung durchführen zu können. Obereinnehmer Schaub wurde als Direktor, Herr Karp als Rechner gewählt. Neben dem Sitz der Kasse in Groß-Umstadt sollte der Rechner noch Zahl- und Empfangstage in Reinheim durchführen.
Am ersten Donnerstag 1835 fand im Haus Bachtorstraße 4 (bei Hutmacher Drach) der erste Zahl- und Empfangstag der Sparkasse statt. 1839 wurde wegen des guten Geschäfts ein zweiter Rechner (der Kirchenrechner Pfersdorff in Reinheim) eingestellt. Die Kasse hatte allein 1838 5529 Gulden in Bar und 12150 Gulden per Schuldschein an Einlagen gewonnen. Ausgegeben wurden 600 Kredite mit einem Gesamtvolumen von 26.979 Gulden. Das gute Geschäft überzeugte auch die Ortsvorstände der kreisangehörigen Gemeinden die Haftung für die Kasse zu übernehmen.

### Trennung der Kassen und Wiedervereinigung
Die schwierigen Verkehrsverhältnisse, die bereits zu der Einrichtung von Zahltagen in Reinheim und Groß-Umstadt geführt hatten, waren der Grund, dass die Generalversammlung am 18. September 1841 die Trennung in eine „Sparcasse und Credit-Anstalt für den Landgerichtsbezirk Umstadt“ und in die „Sparcasse und Credit-Anstalt für den Landgerichtsbezirk Lichtenberg“ (mit Sitz in Reinheim) beschloss. Anfang 1844 verlegte die „Sparcasse und Credit-Anstalt für den Landgerichtsbezirk Lichtenberg“ den Sitz aus Reinheim nach Groß-Bieberau und benannte sich in Spar- und Creditkaße um. Am 25. August 1875 bildeten 15 Gemeinden des Kreises die „Sparcasse und Creditanstalt Reinheim“. Nun bestanden im Kreisgebiet drei Sparkassen.
Während des Zweiten Weltkriegs verfügte das Reichswirtschaftsministerium am 27. November 1941 den Zusammenschluss der drei Kassen zur Kreissparkasse für den Landkreis Dieburg; die heutige Firmierung Sparkasse Dieburg –Zweckverbandssparkasse– gilt seit 1973.

## Jubiläumsstiftung
1984 errichtete die Sparkasse eine Stiftung anlässlich ihres 150-jährigen Jubiläums. Das anfängliche Stiftungskapital von 500.000 Deutsche Mark wurde aufgestockt und hat im Jahr 2011 ein Volumen von fünf Millionen Euro erreicht. Die Stiftung fördert unterschiedliche Projekte, teils einmalig, zum Teil auch im Rahmen von Langzeitprojekten.
Ein Schwerpunkt ist der Bereich Jugendförderung, bei dem insbesondere Vereine und Schulen mit langfristig angelegte Projekten unterstützt werden. Seit Bestehen der Jubiläumsstiftung sind über 2,5 Millionen Euro Fördermittel in die unterschiedlichsten Bereiche der Region geflossen.

## Aus- und Weiterbildung
Die Sparkasse Dieburg zählt zu den größten Ausbildungsbetrieben in der Region. Im Mai 2010 wurde der Sparkasse Dieburg vom TÜV Hessen das TÜV-Zertifikat „Premium-Ausbildung“ verliehen.